# Edmund Jankowski
Edmund Bernard Jankowski (født 28. august 1903 i Wrocki, død 1. november 1939 Bydgoszcz) var en polsk roer som deltog i de olympiske lege 1928 i Amsterdam.
Jankowski vandt en bronzemedalje i roning under OL 1928 i Amsterdam. Han var med på den polske båd som kom på en tredjeplads i fire med styrmand efter Italien og Schweiz. De andre roere var Franciszek Bronikowski, Leon Birkholc, Bernard Ormanowski og Boleslaw Drewek som var styrmand.
Jankowski var med i kampene under invasionen af Polen som var med til at optrappe anden verdenskrig. Han blev henrettet i Dolina Śmierci, (dødsdalen) den 1. november 1939.  